# Viviane Reding
Viviane Reding (Esch-sur-Alzette, Luxemburg 27 d'abril de 1951) és una política luxemburguesa que ha desenvolupat la major part de la seva carrera al Parlament Europeu, de què actualment és membre. Entre 1999 i 2014 va ser membre de la Comissió Europea.

## Biografia
Va néixer el 27 d'abril de 1951 a la ciutat d'Esch-sur-Alzette, població situada al Districte de Luxemburg. Va estudiar humanitats a La Sorbona de París, i s'especialitzà posteriorment en periodisme. Entre 1978 i 1999 fou membre del diari Luxemburger Wort, i entre 1986 i 1998 dirigí la Union luxembourgeoise des journalistes.
L'any 1992 fou guardonada amb la Creu de Sant Jordi, concedida per la Generalitat de Catalunya.

## Carrera política
L'any 1979 fou nomenada membre del Parlament de Luxemburg pel Partit Popular Social Cristià, i esdevingué presidenta del Comité polític Social, membre del Parlament del Benelux i membre de l'Assemblea Parlamentària de l'OTAN.
En les eleccions europees de 1989 fou escollida eurodiputada al Parlament Europeu, i es convertí en la líder de la secció luxemburguesa del Partit Popular Europeu, escó que abandonà l'any 1999. Durant la seva etapa de diputada europea entre 1989 i 1992 fou presidenta de les comissions de peticions, fins al 1994 vicepresidenta de les comissions d'afers socials i posteriorment vicepresidenta de la Comissió de Llibertats Civils, Justícia i Assumptes d'Interior.
L'any 1999, durant la presidència de Romano Prodi al capdavant de la Comissió Europea, fou escollida Comissària Europea d'Educació, Formació i Cultura, càrrec que ocupà fins al 2004, quan sota la presidència de José Manuel Durão Barroso fou escollida Comissària Europea de la Societat de la Informació i els Mitjans de Comunicació, càrrec que ocupà fins al 2010. El mateix any fou escollida Vicepresidenta de la Comissió Europea i Comissària Europea de Justícia, Drets Fonamentals i Ciutadania.
Reding es feu conèixer als Països Catalans el 30 de setembre de 2012 quan afirmà que no existia cap llei que sentenciés que Catalunya hauria d'eixir de la Unió Europea si s'independentitzava durant una entrevista al Diario de Sevilla. La declaració creà un malestar a l'estat espanyol que afirmava constantment que Catalunya romandria fora per força de la Unió Europea i de la zona euro i s'afirmà que la comissària europea no havia fet aital afirmació. El 18 d'octubre un diari escocès, el Newsnet Scotland, va demostrar que l'estat espanyol havia pressionat la UE per mor de manipular les paraules de Reding, publicant l'entrevista àudio de la comissària europea. L'afer no s'acabà així, ja que el 30 d'octubre del mateix any, el diari espanyol El País filtrà una carta de Viviane Reding, datada del 4 d'octubre, en la qual responia al secretari d'estat d'exteriors espanyol, Íñigo Méndez Vigo, i li deia que coïncidia amb la posició del govern espanyol. La notícia obligà diversos portaveus de la UE, com ara Pia Ahrenkilde o Olivier Bailly, a fer declaracions desmentint l'anàlisi del contingut de la carta tot afirmant que la UE no es pronunciaria fins que no hi hagués una petició formal.
Tot i així, a desgrat del que havia pogut afirmar abans durant l'entrevista inicial i a les paraules dels portaveus europeus, Viviane Reding es va desdir una altra vegada amb una declaració que feu l'11 de novembre de 2012 afirmant que "Si Catalunya decidís separar-se d'Espanya no seria automàticament un nou membre de la UE" i que a conseqüència "hauria de presentar una sol·licitud d'accés a la Unió Europea".
El 2014 va abandonar la Comissió Europea per presentar-se a les eleccions europees i fou escollida membre del Parlament Europeu.